# Molins de Rei
Molins de Rei er en catalansk by og kommune i comarcaet Baix Llobregat i provinsen Barcelona i det nordøstlige Spanien. Byen har 26.948(2024) indbyggere og dækker et areal på 15,91 km². Den er beliggende mellem byerne Sant Andreu de la Barca og Pallejà. Molins de Rei betjenes af Rodalies de Catalunya med tilhørende forbindelser til Barcelona og omegn.